# Las aventuras del capitán Hatteras
Las aventuras del capitán Hatteras (Voyages et aventures du capitaine Hatteras) es una novela del escritor francés Julio Verne, publicada en la Magazine de ilustración y recreo (Magasin d’Education et de Récréatión) desde el 20 de marzo de 1864 hasta el 5 de diciembre de 1865.
Posteriormente se publicó el 4 de mayo de 1866, ya como libro, en dos volúmenes: Les anglais au pôle Nord. Voyages du capitaine Hatteras (Los ingleses en el Polo Norte. Viajes del Capitán Hatteras) y Le désert de glace. Aventures du capitaine Hatteras (El desierto de hielo. Aventuras del Capitán Hatteras).
Finalmente, como un solo libro de dos volúmenes el 26 de noviembre de ese mismo año.
Narra la historia del capitán inglés Hatteras, que embarca a un grupo de valientes en el Avante, un avanzado barco de vela y vapor construido especialmente para la expedición, con el objetivo de ser los primeros en llegar a las tierras ignotas del Polo Norte.

## Argumento
Richard Shandon y el doctor Clawbonny son invitados a embarcarse en el Avante, una nave muy fuerte que zarpará con rumbo al norte pero sin saber su destino final. La tripulación escogida es excelente, pero no se revela el nombre del capitán.
Después de semanas de navegación, la tripulación empieza a batallar y decide volver. Entonces se descubre que uno de los marineros es el capitán John Hatteras, que les infunde nuevo brío, y prosiguen su camino. Sin embargo, cuando se revela el verdadero destino del barco, el Polo Norte, las cosas empeoran y Shandon termina amotinándose junto a otros marinos.
Sin embargo, Hatteras, el Dr. Clawbonny, Johnson, Bell y otros siguen fieles y prosiguen a pesar de la huida de los amotinados (que posteriormente serán encontrados muertos, en el capítulo XXVI y penúltimo de la segunda parte de la obra) y de la destrucción del Avante; construyen un pequeño bote con los restos del barco. A ellos se une Altamont, capitán estadounidense que busca el paso del norte.
Finalmente, tras dos invernadas e innumerables sufrimientos, llegan al Polo Norte, y encuentran allí un mar de hielo. También allí, para sorpresa de todos, encuentran un volcán. Empecinado, Hatteras lo escala, seguido por los sobrevivientes. Al llegar a la cima, Hatteras pierde la razón e intenta lanzarse al interior del volcán, pero es detenido por su tripulación.
En el epílogo, Clawbonny, uno de los personajes, visita en un asilo a Hatteras, que está completamente desquiciado y a menudo, siempre que puede, camina "en dirección al Polo".

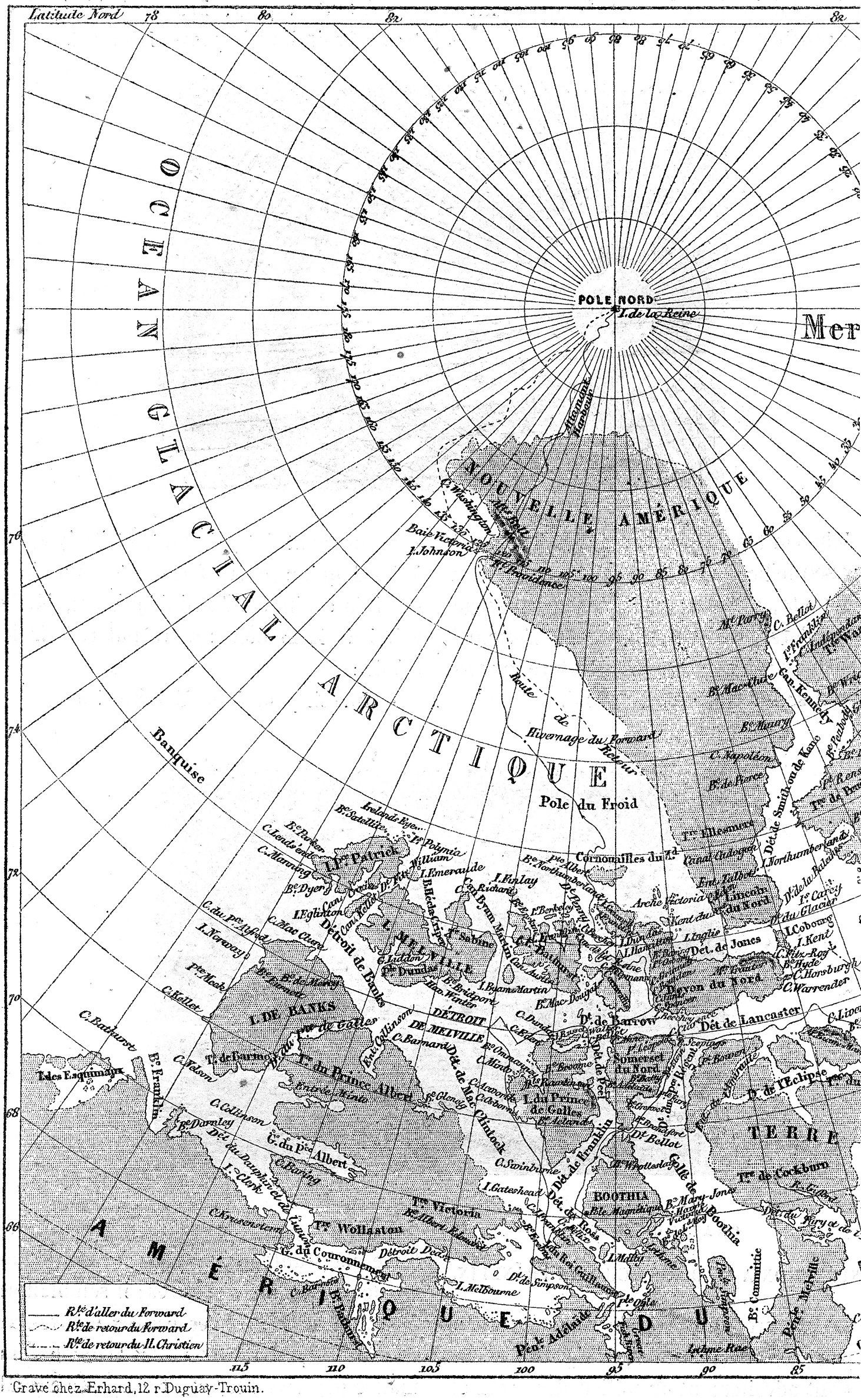
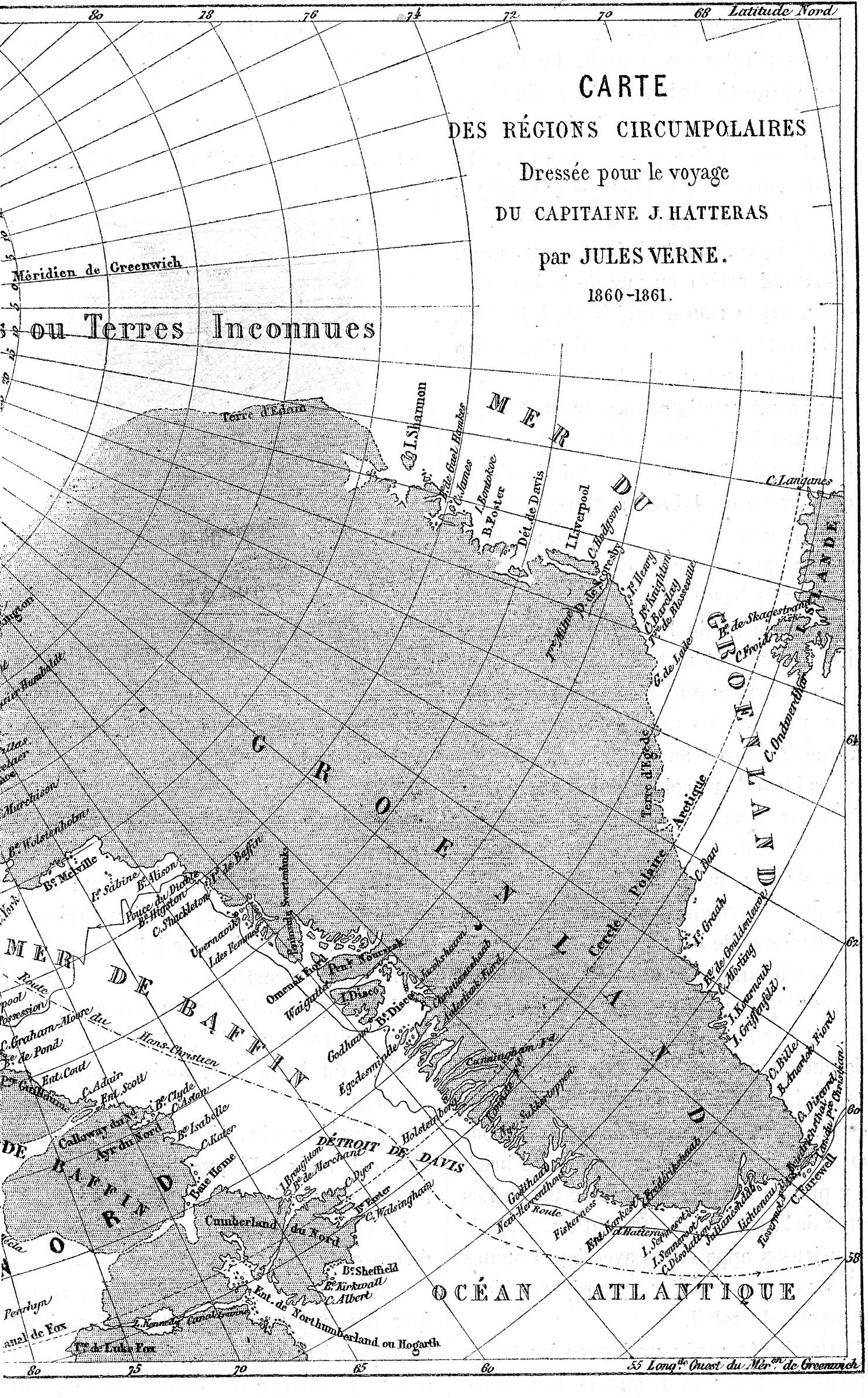
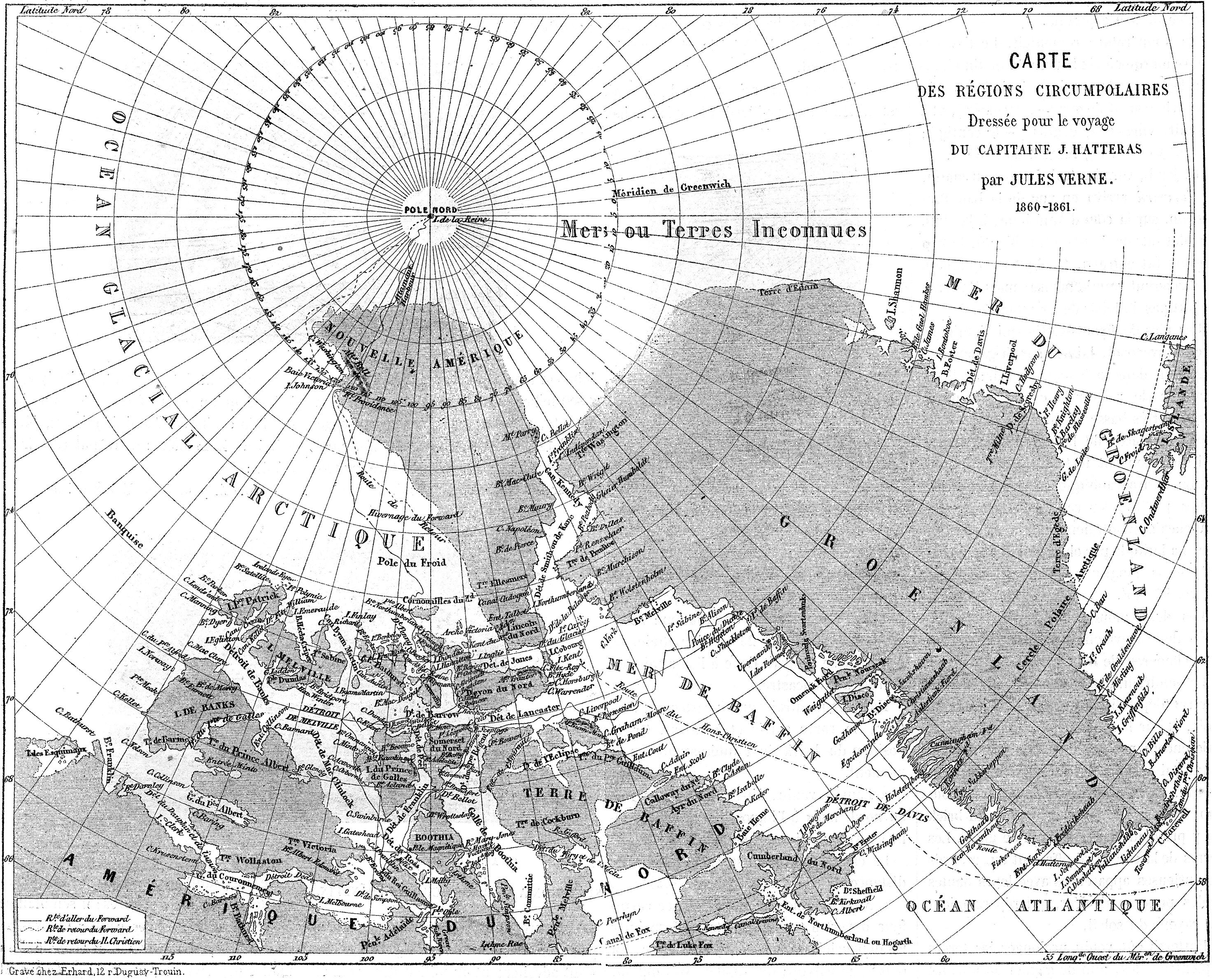

## Historia de publicación
Un Julio Verne que empezaba a gozar el éxito de su primera obra, "Cinco semanas en globo", envió un escrito muy diferente a su editor Hetzel: "París en el siglo XX". Hetzel rechazó este escrito por ser muy obscuro, y pidió a Verne que en su lugar presentara obras optimistas y se mantuviera en la línea didáctica científica que había marcado con la primera novela. En respuesta, Verne presentaría un par de bosquejos de novelas: "Viaje al centro de la Tierra", que sería publicada de manera íntegra, y "Las aventuras del capitán Hatteras", que saldría de manera seriada, por lo que hay diferencias en las listas de bibliografía en cuanto a sus posiciones cronológicas.
"Las aventuras del capitán Hatteras" fue una de las novelas más modificadas por Hetzel (las primeras novelas sufrieron esta suerte). Estudios recientes han mostrado el enorme influjo de Hetzel en el manuscrito original.
Destaca el cambio de destino del capitán Altamont, ya que Verne había pensado que la razón de su estancia en el Ártico sería llegar al Polo Norte, lo mismo que Hatteras, y hay incluso una fiera pelea entre ellos. William Butcher refiere en un ensayo que la personalidad y la motivación de Altamont se ven seriamente cambiadas por este hecho.

## Personajes
- El capitán Hatteras.
- El perro Duck.
- El Dr. Clawbonny.
- El capitán Altamont.
- El segundo oficial Richard Shandon.
- El tercer oficial James Wall.
- El contramaestre Johnson.
- El arponero Simpson.
- El carpintero Bell.
- El maquinista Brunton.
- El maquinista Plover.
- El cocinero Strong (de raza negra).
- El piloto de hielo Foker.
- El armero Wolsten.
- El fogonero Warren.
- Los marineros Bolton, Clifton, Gripper, Pen y Garry.

### El perro Duck, elperro capitán
El perro Duck es el personaje más original de esta novela; está mucho más presente que el capitán Hatteras. Innumerables historias originales sobre este perro ilustran esta novela. Una de ellas en particular en el capítulo VIII representa una visión onírica en la que el perro está al timón de la nave. Es el doctor Clawbonny quien se muestra más cariñoso con Duck, pero él es, ante todo completamente fiel al capitán Hatteras, y sólo entonces al grupo.

### El doctor Clawbonny
El doctor Clawbonny tiene cosas en común con muchos otros personajes de Julio Verne: es un científico distraído, pero posee una cultura enciclopédica. Este personaje es el origen de muchas anécdotas divertidas: "La clase de animales articulados, orden de los dípteros, familia de los culícidos, división de los nematoceros estuvo representada por un solo mosquito, uno solo, y este doctor tuvo la alegría de poseerlo después de haber sufrido sus picaduras." (Capítulo XX de la primera parte).
En Clawbonny encontramos rasgos comunes en varios personajes de la obra de Julio Verne, por ejemplo, el naturalista Aronnax de "Veinte mil leguas de viaje submarino" o el geógrafo Paganel de "Los Hijos del Capitán Grant". Una de estas características es más rara en estos personajes de Julio Verne: trata de evitar conflictos entre el inglés Hatteras y el estadounidense Altamont, intentando desviar la conversación cuando las discusiones son muy candentes.

### El capitán inglés John Hatteras
Personaje cuyo nombre da título a la novela, sin embargo, a menudo es relegado a un segundo plano. Con una voluntad de hierro, es inglés y se siente orgulloso de ello. Es presentado en el capítulo XII de la primera parte. Tiene el mismo lema que el almirante Nelson, "Inglaterra espera que cada cual cumpla con su deber". El propósito del capitán Hatteras es que la primera expedición que llegue al Polo Norte sea inglesa. Esto es motivo de varias disputas con el capitán estadounidense Altamont, miembro de la expedición en la segunda parte de la novela.
A pesar de su carácter intransigente, Hatteras tiene sentimientos humanos:
- No es imperturbable ante el sufrimiento humano.

- En la versión final del libro, cuando su rival Altamont le salva la vida, siente un sincero reconocimiento por ello.

En el manuscrito original, Hatteras moría al llegar al Polo Norte, pero tal vez influenciado por Hetzel, Verne eligió otro final: Hatteras llega al Polo Norte, pero se vuelve loco. Una locura explicada concisa y claramente en la última frase del libro: el capitán Hatteras está obsesionado con el Polo Norte.

### El capitán estadounidense Altamont, rival de Hatteras
Dirigió una expedición estadounidense, de la que es el único superviviente. Enterrado vivo bajo la nieve, fue salvado por el doctor Clawbonny y sus compañeros al final de la primera parte de la obra, y es uno de los personajes principales de la segunda parte como nuevo miembro de la expedición del capitán Hatteras, quien le siente como un rival porque es estadounidense. Al principio, el capitán Altamont oculta el hecho de que era un miembro de una expedición estadounidense en el Polo Norte. Las disputas de Hatteras con Altamont son a veces pueriles: si su expedición utiliza los restos de un barco estadounidense que iba al Polo Norte, Hatteras teme que la expedición se considere estadounidense.

### Richard Shandon, el segundo de a bordo, convertido en un traidor
Este personaje aparece al comienzo de la primera parte de la novela. En principio él parece ser el jefe del Avante, pero más adelante el capitán Hatteras revela su identidad, Shandon queda como segundo y se lo toma muy mal; Hatteras es muy consciente de que ya no puede confiar en Shandon. Cuando las condiciones de vida llegan a ser demasiado duras y Hatteras y otros miembros de la expedición salen en busca de carbón durante varios días, Shandon se amotina con la mayor parte de la tripulación e intenta con ellos el regreso a Inglaterra. Al final del libro se sabe que él y sus compañeros sufrieron un justo castigo: atacados por el hambre, recurrieron al canibalismo, y finalmente murieron todos. El tema del canibalismo es frecuente en el mundo de Julio Verne.

## Temas Vernianos tratados

### Realidad histórica y ciencia ficción

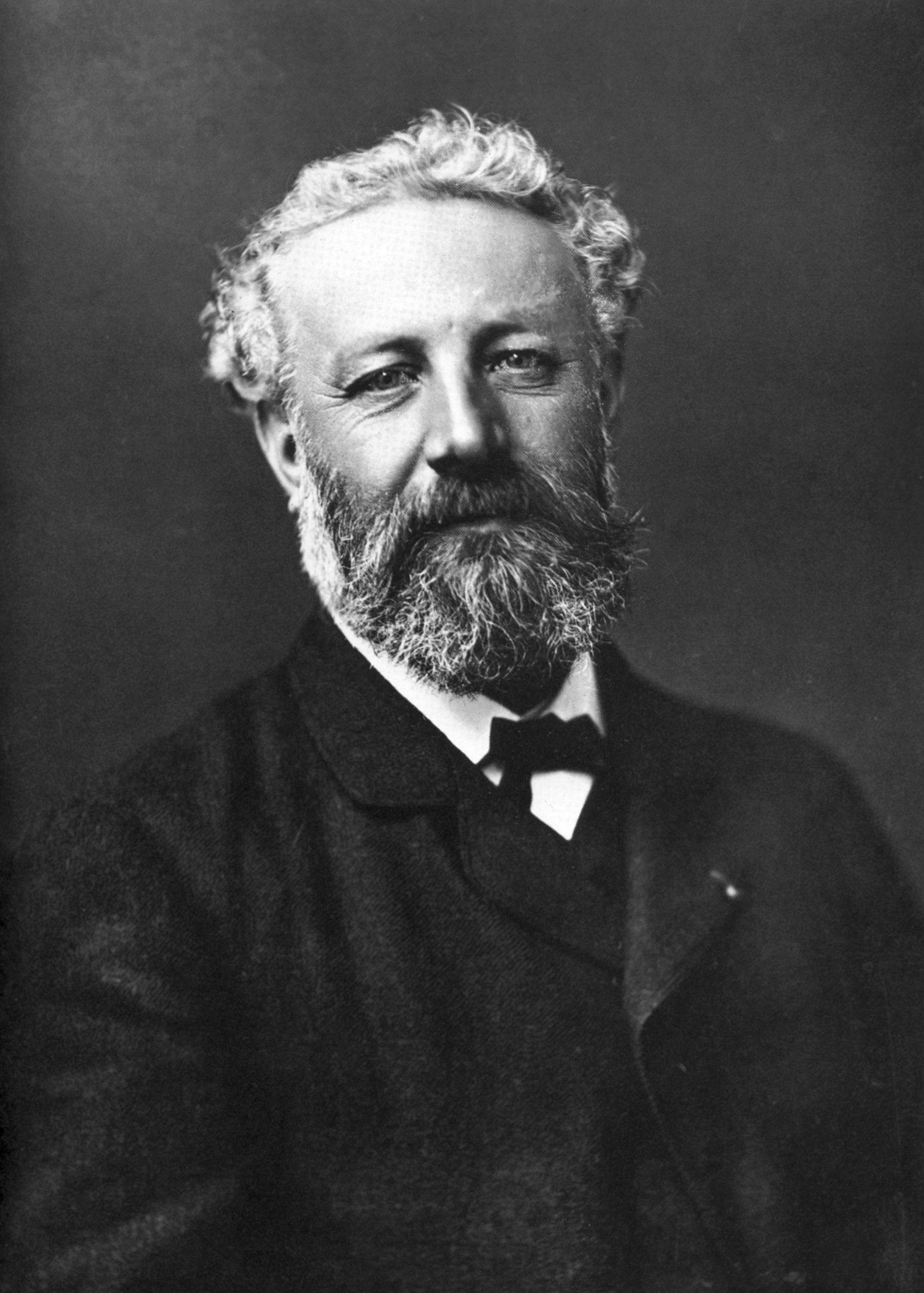
Julio Verne.

La historia puede dividirse en dos partes: una realista, en la que los personajes navegan por mares conocidos y avistan hitos geográficos ya descubiertos, y otra imaginativa, en la que se dan descubrimientos más allá del paralelo 68°, a partir del que nadie había navegado y no se tenían datos reales en la época en que se escribió la novela. En esta parte, la historia se vuelve totalmente especulativa, con el estilo propio de la ciencia ficción.
En el relato, Verne aprovecha la oportunidad de reseñar las aventuras de los expedicionarios reales que hasta la época habían explorado el norte de América del Norte y Groenlandia, y cuyos cuadernos de bitácora constituían el saber científico sobre las tierras polares en la época.
A la luz del conocimiento actual, la geografía ficticia de la historia describe territorios inexistentes, pero es notable la destreza del autor al crear "geografías relativas" que le suponen una salida elegante al enfrentar descubrimientos futuros con su ficción: hay un volcán inestable, y se advierte al lector que podrá hundirse sin dejar rastros; y hay un mar líquido donde debería haber hielo eterno, pero ¿quién puede negar que se haya derretido cuando Hatteras pasó por allí?

### La hipótesis del mar polar sin hielo
En parte, esta novela se apoya en la hipótesis de un mar polar sin hielo. Históricamente, el geógrafo August Heinrich Petermann fue el principal partidario de esta idea, que influyó en ciertas expediciones que se llevaron a cabo entre 1853 y 1876. El escritor Jean-Marie Gustave Le Clézio señala que la ruta seguida por el capitán Hatteras es la misma que siguió Markemson.
De hecho, el Polo Norte no fue alcanzado hasta cuarenta años después de la publicación de la novela: se logró con la expedición de Robert Peary, en 1909. En el capítulo XXIV de la segunda parte, Verne reconoce indirectamente que no es un hecho cercano en el futuro el arribo de exploradores al Polo Norte, y que es posible que sean alcanzados antes el centro de África y el centro de Australia.
Curiosamente, Verne se equivocó con las regiones polares: describe el Polo Norte como un continente helado, y el Polo Sur como un mar completamente helado en superficie (pero navegable por debajo de la gruesa corteza de hielo), y será el Capitán Nemo quien con su Nautilus arribe hasta el mismo Polo y plante su bandera. En realidad, el Polo Norte es un mar helado (aunque navegable en submarino, como demostró el Nautilus estadounidense), mientras que el Polo Sur es un continente helado, aunque con varias grandes islas aplastadas por más de 4 km de hielo.

### Obras polares
Las novelas polares son de lo más común dentro de los "Viajes extraordinarios"; entre otras, se encuentran "El país de las pieles", "César Cascabel" y "La esfinge de los hielos".

### Viajes Extraordinarios
Oficialmente es el primero de los "Viajes extraordinarios", ya que fue el primero en anunciarse como tal en la portada del libro.

## Capítulos

### Primera parte
Los ingleses en el Polo Norte.
- Advertencia al lector.
- I El barco Forward.
- II Una carta inesperada.
- III El doctor Clawbonny.
- IV El perro Capitán.
- V Alta mar.
- VI La gran corriente polar.
- VII El estrecho de Davis.
- VIII Sobre la tripulación.
- IX Una novedad.
- X Navegación peligrosa.
- XI El Pulgar del Diablo.
- XII El capitán Hatteras.
- XIII Los proyectos de Hatteras.
- XIV Expedición en busca de Franklin.
- XV El Forward vira al sur.
- XVI El Polo Magnético.
- XVII La desgracia de John Franklin.
- XVIII La ruta hacia el norte.
- XIX Ballena a la vista.
- XX La Isla Beechey.
- XXI La muerte de Bellot.
- XXII Inicio del motín.
- XXIII El asalto de los hielos.
- XXIV Preparativos para la invernada.
- XXV Un zorro viejo de los de James Ross.
- XXVI El último trozo de carbón.
- XXVII El enorme frío de la Navidad.
- XXVIII Preparativos para la partida.
- XXIX Travesía de los campos de hielo.
- XXX El mojón de piedras.
- XXXI La muerte de Simpson.
- XXXII El regreso al Forward.

### Segunda parte
El desierto de hielo.
- I El inventario del doctor.
- II Las primeras palabras de Altamont.
- III Diecisiete días de marcha.
- IV La última carga de pólvora.
- V La foca y el oso.
- VI La nave "Marsopa".
- VII Una discusión cartográfica.
- VIII Excursión al norte de la Bahía Victoria.
- IX Lo frío y lo caliente.
- X Los placeres de la invernada.
- XI Huellas inquietantes.
- XII La prisión de hielo.
- XIII La mina.
- XIV Le primavera polar.
- XV El pasaje del noroeste.
- XVI La Arcadia boreal.
- XVII La revancha de Altamont.
- XVIII Los últimos preparativos.
- XIX Marcha hacia el norte.
- XX Huellas en la nieve.
- XXI Mar abierto.
- XXII Las inmediaciones del Polo.
- XXIII El pabellón de Inglaterra.
- XXIV Curso de cosmografía polar.
- XXV El monte Hatteras.
- XXVI Vuelta al sur.
- XXVII Conclusión.

## Adaptaciones

### Cine
En los inicios del cine, esta historia tuvo muchas adaptaciones:
- 1903: Voyage of the Arctic or How Captain Kettle Discovered the North Pole. Reino Unido. Basada ligeramente en la novela. Conocida también como The Trip on the Arctic.

- 1903: The Adventurous Voyage of the Arctic. Estados Unidos.
  - Dir.: Walter R. Booth.

- 1909: Vers le Pôle Sud. Francia. 
  - Dir.: Georges Wague.

- 1912: À la conquête du Pôle. Francia. 
  - 40 secuencias. Duración: 30'.
  - Dir.: Georges Méliès.
  - Int.: Georges Méliès, Fernande Albany, personal del Folies Bergère.